# 井上元直
井上 元直（いのうえ もとなお）は、戦国時代から江戸時代初期にかけての武将。毛利氏家臣で長州藩士。父は井上光俊。兄に井上元治。

## 生涯
天文18年（1549年）、毛利氏家臣・井上光俊の次男として生まれる。
天文19年（1550年）7月、毛利元就の命により、井上元兼をはじめとした安芸井上氏の一族30余名が誅殺されたが、父・光俊は元就と親しかったこともあり、粛清を免れた。その後、元直も幼少ながら元就に召し出されて側近となり、元就死後は毛利輝元に仕える。天正3年（1575年）4月6日に父・光俊が死去し、兄の元治が家督を継いだ。天正20年（1592年）から始まる文禄の役では、輝元に従って元直も朝鮮に渡海する。
慶長5年（1600年）9月13日、大津城の戦いに従軍した嫡男・元常が負傷したため、輝元は元常の養生が肝要である旨の書状を元直と元常にそれぞれ送っている。関ヶ原の戦い後に毛利氏が防長二ヶ国へ転封となると、元直ら安芸井上氏も安芸国から移り住むこととなったが、兄・元治の家を相続していた甥・元久は、病身のため輝元から暇を貰った。元久には幼少の子・鶴寿（後の元俊）がいたため、元直が養育した。後に末娘と元俊を婚姻させている。
慶長19年（1614年）11月、大坂冬の陣に参陣するため、輝元が病をおして大坂へ出陣した際に元直も従軍し、翌12月に帰国。元和5年（1619年）、上洛した将軍・徳川秀忠と面会するために輝元も上洛した際には、元直が供弓として、国重元恒が供鉄砲として輝元に従った。
その後、老いのため役目を果たせなくなったとして、家督と知行を嫡男・元常に譲り隠居。元直には隠居料として200石2斗6升余りの地が与えられたが、元和10年（1624年）3月20日に隠居料を100石1斗3升ずつに分割し、一方は元常の知行に加え、残りの一方を娘婿となった元俊に譲った。さらに惣領家への筋を立てるため、元俊に相応の役目を仰せ付けるよう、輝元と秀就に願い出て許可された。
寛永4年（1627年）1月11日に死去。享年79。